# Dwain Murphy
Dwain Murphy é um ator dominicano.

## Biografia
Murphy nasceu em Dominica. Foi para o Canadá durante a infância e se formou na Faculdade de Atuação para cinema e programa de televisão. É mais conhecido por interpretar Norris Johns em Saving God.

## Filmografia
| Filme     | Filme                         | Filme          | Filme          |
| Ano       | Filme                         | Papel          | Notas          |
| --------- | ----------------------------- | -------------- | -------------- |
| 2007      | How She Move                  | Bispo          | Recorrente     |
| 2007      | Poor Boy's Game               | Flipper        | Protagonista   |
| 2008      | Saving God                    | Norris Johns   | Protagonista   |
| Televisão |                               |                |                |
| Ano       | Título                        | Papel          | Notas          |
| 2006      | Degrassi: The Next Generation | Eric           | 6 episódios    |
| 2008      | The Line                      | Giles          | 7 episódios    |
| 2009      | Guns                          | Baby Dee       | 2 episódios    |
| 2009      | Three Rivers                  | Antonio        |                |
| 2010      | Ghost Whisperer               | Paul           |                |
| 2011      | King                          | Big Mike       |                |
| 2011      | Warehouse 13                  | Agente ATF     |                |
| 2011      | Rookie Blue                   | Lionel         |                |
| 2011      | Combat Hospital               | PJ Terrel Ford |                |
| 2011      | The Mentalist                 | Dennis Kagan   |                |
| 2012      | Nikita                        | Mason          |                |
| 2012      | Saving Hope                   | Shawn Price    | Episódio:Pilot |